# Prisonisierung
Prisonisierung bezeichnet den Prozess einer allmählichen Anpassung von Gefangenen an die Gefängniskultur, also an die im Gefängnis geltenden Normen und Wertvorstellungen. Der Begriff stammt aus der amerikanischen kriminologischen Gefängnisforschung und steht im Zusammenhang mit Theorien der Subkultur. Die wissenschaftliche Beschäftigung mit der Prisonisierung begann 1937 mit einer Arbeit von Hans Reimer über Socialition in Prison. Sie wurde einflussreich 1940 von Donald Clemmer mit The Prison Community und 1958 von Gresham M. Sykes mit The Society of Captives fortgesetzt. 

## Zwei Erklärungsansätze
In der Prisonisierungstheorie gibt es zwei Erklärungsrichtungen. Das sogenannte Deprivationsmodell bezieht sich auf die klassische Gefängnisforschung (insbesondere die von Donald Clemmer und Stanton Wheeler), die den Prozess der Anpassung von Inhaftierten an eine resozialisierungsfeindliche Subkultur in amerikanischen Gefängnissen der 1930er und 1950er Jahren beschrieben hatte. Laut dem Deprivationsmodell bilden sich Insassenkultur und die Anpassung an sie als Reaktion auf die Entbehrungen der Inhaftierung. 
Das Importmodell erklärt dagegen die Einstellungen und Werthaltungen der Inhaftierten mit ihrer vorinstitutionellen Biografie (Sozialisation). Nach diesem Erklärungsmodell werden bereits bestehende Verhaltensweisen und Strukturen mit den Straftätern ins Gefängnis geholt, wo sie sich dann weiter ausbilden.
Ergebnisse internationaler empirischer Untersuchungen belegen, dass die Ursachen von Prisonisierung aus einer Kombination beider Erklärungsansätze bestehen, wobei amerikanische Haftbedingungen stärker als europäische zur Ausbildung von Gefangenensubkulturen beitragen.

## Ausdruck und Verlauf von Prisonisierung
Mit Beginn der Haftzeit passt sich der Gefangene den offiziellen Regeln der Anstalt an, um nicht aufzufallen und um Sanktionen zu verhindern. Noch wichtiger ist die Anpassung an die Regeln und Umgangsformen der Mitgefangenen, mit denen er die überwiegende Zeit seiner Haftzeit verbringt und auf deren Akzeptanz er dringend angewiesen ist, selbst wenn deren Einstellungen und Verhaltensweisen den eigenen und denen der Gesellschaft widersprechen. Die Prisonisierung umfasst zudem eine passive Lebenshaltung und eine Versorgungserwartung.
Zum Verlauf des Prisonisierungsprozesses gibt es unterschiedliche Einschätzung. Teilweise wird eine lineare Entwicklung und stetige Verstärkung des Prisonisierungsgrades im Verlauf der Haftzeit angenommen. Andererseits wird davon ausgegangen, dass der Verlauf eher einer U-Kurve entspricht: Bei Haftantritt besteht eine weitgehende Übereinstimmung mit den Normen der Außenwelt, die im Laufe der Haftzeit kontinuierlich abnimmt bei gleichzeitiger Übernahme subkultureller Normen. Gegen Ende der Haftzeit verstärkt sich dann wieder die Konformität mit den Normen der Gesellschaft, in die sich der Gefangene nach Entlassung wieder eingliedern muss.
Teilweise wird der Prozess der Prisonisierung auch als nützliche Strategie zur Vermeidung von Schäden durch die Institutionalisierung beschrieben. Überwiegend wird jedoch die negative Auswirkung auf die Persönlichkeit des Gefangenen betont.